# Georg Pfäfflin
Georg Karl Wilhelm Pfäfflin (* 3. November 1908 in Bösenlustnau; † 3. April 1972 bei Göttingen) war ein deutscher evangelischer Dekan und Pfarrer der Evangelischen Landeskirche in Württemberg.

## Biografie
Georg war das zweite der sieben Kinder des lutherischen Geistlichen Friedrich Pfäfflin und seiner Frau Anna, geb. Breidenbach. Friedrich Pfäfflin war unter anderem Stadtpfarrer an der Lutherkirche Cannstatt und wurde bekannt als Autor einer deutschsprachigen Bibelübersetzung (1939).
Als Georg Pfäfflin 1934 der SA beitreten wollte, wurde seine nicht rein arische Abstammung bekannt, denn sein Großvater Julius von Breidenbach (1809–1882) war 1830 mit 21 Jahren vom Judentum zum Christentum konvertiert. Sein Urgroßvater Wolf Breidenbach war ein deutscher Bankier und Urheber der Ablösung des Leibzolles gewesen.

## Heirat mit Ursula Pfäfflin, geb. Bossert
Die Heirat von Georg Pfäfflin mit seiner Ehefrau Ursula, geb. Bossert (* 27. März 1913 in Stuttgart; † 3. April 1972 bei Göttingen) wurde 1936 in Stuttgart vollzogen. Sie engagierte sich während ihrer Ehe intensiv in der Gemeindearbeit. Ursula Pfäfflin war Bezirksvertreterin der Evangelischen Frauenhilfe, gehörte dem Landesarbeitskreis der Frauenhilfe an, leitete den Aalener Frauen- und Mütterkreis und kümmerte sich um die Frauenkreise im Kirchenbezirk. Sie führte den Weltgebetstag der Frauen und die Bezirksfrauentage durch und arbeitete beim Müttergenesungswerk mit. 1966 wurde sie mit den meisten Stimmen in der württembergischen Landeskirche für die Gruppe Offene Kirche in die Evangelische Landessynode gewählt.

## Beruf
Georg Pfäfflin war nach dem Studium der Theologie in Tübingen und Erlangen Vikar in Sulzbach an der Murr und Jugendvikar in Stuttgart, Assistent am praktisch-theologischen Seminar in Tübingen sowie Vikar und Jugendpfarrer in Ulm.
Im Nationalsozialismus wurde Pfäfflin in der  Evangelischen Landeskirche in Württemberg Mitglied der Kirchlich-theologischen Sozietät in Württemberg und der  Württembergischen Pfarrhauskette und hielt sich zur Bekenntnisfront in der Kirche. Kirchliche Kritiker aus unterschiedlichen Lagern hatten sich zur „Bekenntnisfront“ zusammengeschlossen und schließlich die Bekennende Kirche gegründet.
Von 1936 bis 1942 war er Auslandspfarrer in der deutschsprachigen Gemeinde Lima / Peru. Die Pfarrstelle war zehn Jahre nicht besetzt gewesen. Im Laufe der Zeit wurde das Pfarrhaus zu einem Zentrum für deutsche Besucher. Auf vielen Reisen ins Landesinnere betreute er Protestanten seelsorgerlich und vollzog Amtshandlungen wie Taufen, Trauungen, Bestattungen. Darüber schrieb er ausführliche Berichte. Daneben erteilte er an der Deutschen Schule in Lima Religions- und Lateinunterricht, um sein kärgliches Gehalt aufzubessern.
Nach seiner Rückkehr wurde Pfäfflin Pfarrer in Waldenbuch von 1942 bis 1945, die Einführung ins Pfarramt geschah am 11. Juli 1943. Hier stellte Pfäfflin den katholischen Christen die evangelische Kirche für Gottesdienste zur Verfügung.
Im Rahmen der Württembergischen Pfarrhauskette beteiligte sich Pfäfflin mit seiner Frau an der Rettung von verfolgten Juden, und sie gewährten der Jüdin Elfriede Friedemann alias Ella Braun Unterschlupf.
An ihr Schicksal wird in der Liste der Stolpersteine in Berlin-Friedenau gedacht.
Nach dem Krieg brachte der Pfarrer viele Frauen zum Schutz vor Vergewaltigungen in die Tübinger Frauenklinik.
Nach Kriegsende wurde er zum Pfarrer in Stuttgart an die Gedächtnis- und Waldkirche (heute Magdalenenkirchengemeinde) berufen (1946–1952). Die Gemeinde im zerstörten Stuttgart war mit 6000 Gemeindegliedern riesig. Kirchenpolitisch waren für ihn die Stuttgarter Erklärung (Schulderklärung der evangelischen Christenheit Deutschlands vom 19. Oktober 1945) und die Diskussion um die Wiederaufrüstung Deutschlands besonders wichtig. 1952 verfasste er eine Kriegschronik, die die Rolle der Kirche während des Nationalsozialismus und des Zweiten Weltkriegs dokumentierte.
1952 erhielt er vom Prälaten von Ulm, Dr. Eichele, eine Aufforderung, Dekan in Aalen zu werden (1952–1967). Hier versah er mit großem Engagement den Pfarrdienst, baute Gemeindehäuser und sanierte Kirchen.
Als er sich aus Aalen verabschiedete, würdigte ihn die Zeitung Schwäbische Post: Eine profilierte Persönlichkeit des geistigen Lebens scheidet von Aalen.
In der letzten Phase seiner Berufstätigkeit wirkte Pfäfflin als Dekan in Bad Cannstatt vom 2. Juli 1967–1972. Hier in der Stadt Stuttgart waren schon sein Großvater und sein Vater als Pfarrer tätig gewesen.

## Lebensende
Als die Familie am Ostermontag 1972 zu einem Ausflug nach Hamburg unterwegs war, wurde Georg Pfäfflin zusammen mit seiner Ehefrau sowie zwei ihrer elf Kinder durch einen Verkehrsunfall auf der Autobahn A7 bei km 260 bei Bovenden zwischen Göttingen und Nörten-Hardenberg aus dem Leben gerissen.
Die Beerdigung fand am 7. April 1972 auf dem Steinhaldenfriedhof (Hauptfriedhof) in Stuttgart statt. Anschließend wurde in der Stadtkirche in Bad Cannstatt die Trauerfeier abgehalten, in der Landesbischof Helmut Claß die Trauerrede hielt.

## Ehrungen
- Die Stadt Waldenbuch erinnert mit dem Georg-Pfäfflin-Weg und der Stele Nr. 10 in der Marktstraße an das Wirken von Georg Pfäfflin.[10][11][12]
- Die Evangelische Kirchengemeinde Waldenbuch hat ihr Gemeindehaus Georg-Pfäfflin-Gemeindehaus benannt.[13]
- Die Evangelische Steigkirchengemeinde, Auf der Steig 25, 70376 Stuttgart, gedenkt mit dem Ursula-Pfäfflin-Kindergarten an das große Engagement von Ursula Pfäfflin in der Gemeindearbeit.[14]
- Die Pfäfflinstraße in 70378 Stuttgart–Mühlhausen erinnert an das Schaffen der Familie Pfäfflin.

## Veröffentlichungen
- et al.: Wie können wir Kirche bleiben? In: Junge Kirche (Heft 13, Juli 1934) abgedruckt als: Ein Wort württembergischer Pfarrer,  unterschrieben von Hermann Diem, Paul Schempp, Heinrich Fausel, Richard Widmann, Friedrich Vorster, Ernst Bizer, Ernst Steinbach, Helmut Goes, Adolf Sannwald, Georg Pfäfflin und Eberhard Weismann.
- et al.: Reaktionen auf Wischmanns Schrift "Für den Alltag des jungen Theologen. Ein Stück Bruderschaft in der Arbeit des Studiums evang. Theologie." Leipzig 1937; enthält: Zuschriften u. a. von Otto Dilschneider (Jena), Ernst Würthwein (Tübingen), Ewald Burger (Tübingen), Hans Stroh, Fritz Blanke (Zürich), de Quervain (Zürich), Georg Pfäfflin (Lima/Peru); enthält auch: Rezensionen aus: "Evangelische Wahrheit", Nov. 1937 und "Evangelisches Deutschland" vom 8. August 1937
- Kriegschronik Waldenbuch. LKAS, A 126, Nr. 298, Landesarchiv Baden-Württemberg: Georg Pfäfflin.
- Lenore Volz: Korrespondenz mit Dekan Georg Pfäfflin zur Theologinnenfrage. In: Dorothea Besch (Bearb.): D 86 - Nachlass Lenore Volz 1880-2009. Archiv und Zentralbibliothek der Evangelischen Landeskirche in Württemberg: 89 Bestellnummer: 56 1940-1949, 1954, 1962, Dekanat Bad Cannstatt. Stuttgart, 2018.